# Caligavis
Caligavis — рід горобцеподібних птахів родини медолюбових (Meliphagidae). Представники цього роду мешкають в Австралії і на Новій Гвінеї. Раніше їх відносили до роду Медник (Lichenostomus), однак за результатами молекулярно-генетичного дослідження, опублікованого в 2011 році, вони були переведені до відновленого роду Caligavis.

## Види
Виділяють три види:
- Медник жовтощокий (Caligavis chrysops)
- Медник чорногорлий (Caligavis subfrenata)
- Медник темний (Caligavis obscura)

## Етимологія
Наукова назва роду Caligavis походить від сполучення слів лат. caligo — темнота і avis — птах.